# Derby Club

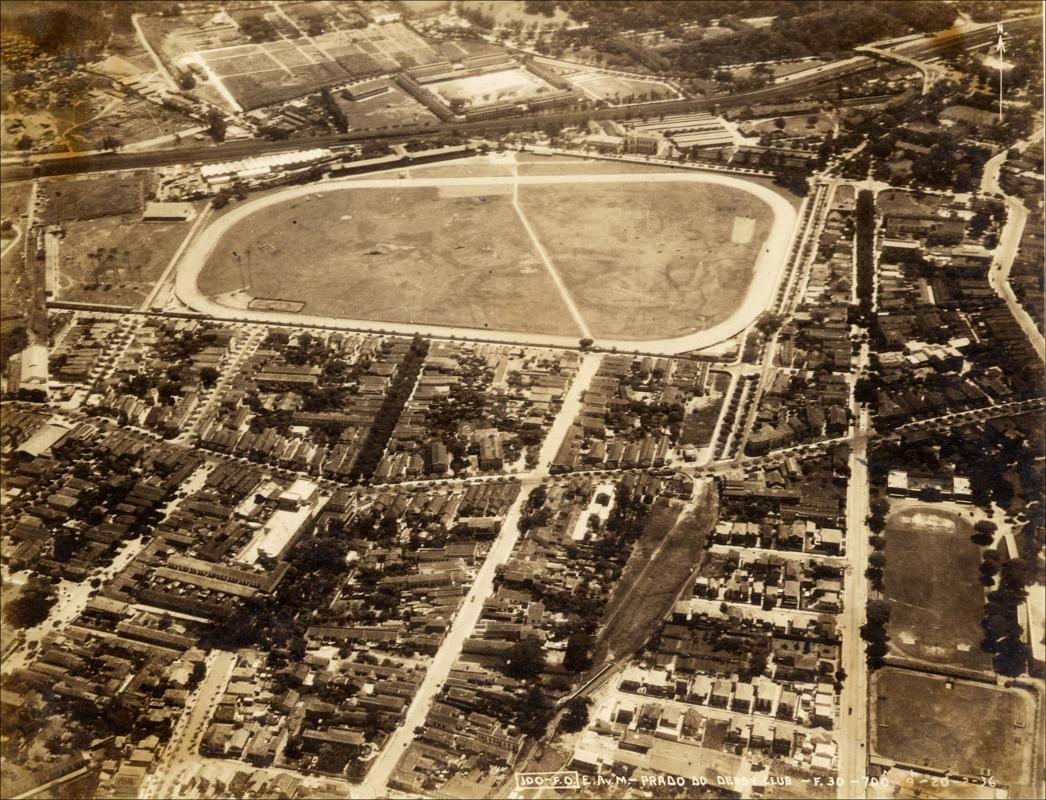
Foto aérea do prado do Derby Club em 1936

O Derby Club foi um clube de turfe, esportes equestres e atividades sociais da cidade do Rio de Janeiro; localizado no terreno do atual Estádio do Maracanã. 

## História
O Derby Club foi organizado pelo engenheiro Dr. Paulo de Frontin em 1884. Para tal, o engenheiro adquiriu um terreno da viúva de Francisco José da Rocha Leão, a Baronesa de Itamaraty,dona Margarida Cândida Bernardes. Este terreno era contíguo ao palacete que serviu de residência ao Duque Saxe-Gota (primo do Conde D'Eu), casado com a princesa Leopoldina de Bragança irmã da princesa Isabel; tal residência também foi comprada com finalidade de servir como sede do Derby Club, posteriormente com a desapropriação do terreno, realizada pelo governo, o palacete foi usado como primeira sede do Museu do Índio, museu este transferido posteriormente para bairro de Botafogo, ficando com isso o casarão abandonado até ser ocupado por indígenas e transformado na Aldeia Maracanã.
O hipódromo da instituição recebeu o nome de Prado do Itamaraty. Separado pelo Rio Maracanã, o terreno do Derby era vizinho ao prado do Turf Club, local onde atualmente fica o campus da Universidade do Estado do Rio de Janeiro (UERJ)
O Derby Club fez sua primeira reunião em 2 de agosto de 1885, com 82 animais inscritos em nove páreos, número até então não atingido em toda a América do Sul. Foi o grande acontecimento social do ano e a ele estiveram presentes Suas Majestades Imperiais, D. Pedro II e D. Thereza Christina e mais 10.000 pessoas, aproximadamente. O cavalo castanho Aymoré, de propriedade da Coudelaria Aliança e montado por Athur Oliveira foi o vencedor da primeira prova disputada no Derby Club. Inovador e à frente do seu tempo, logo em sua primeira corrida fez funcionar um cronógrafo elétrico, destinado a marcar com precisão o tempo de cada páreo.
Em julho de 1889, quatro anos após sua fundação, o Derby Club inaugurou no centro da cidade a sua sede social, na Praça da Constituição, a atualmente denominada Praça Tiradentes. Posteriormente a sede seria transferida para um edifício luxuoso na recém-inaugurada Avenida Central, esquina com Rua Heitor de Melo; localizava-se ao lado do atual Museu Nacional de Belas Artes.
O principal concorrente do Derby Club era o Jockey Club, criado em 1868 com um hipódromo, então localizado no bairro suburbano do Rocha, proximidades do Engenho Novo; era o chamado Prado Fluminense. Em torno da década de 1910 o Jockey Club começou a construir a ideia de um novo hipódromo na Zona Sul da cidade do Rio de Janeiro), sobre o aterro realizado na Lagoa Rodrigo de Freitas ao lado do Jardim Botânico, na Gávea. Em 1926 o Jockey Club iniciou suas corridas neste que inicialmente denominou-se Hipódromo Brasileiro, e que depois passou a ser denominado Hipódromo da Gávea.
O Derby Club continuava com suas corridas no Prado Itamaraty, localizado Zona Norte da cidade do Rio de Janeiro), que passaram a ser preteridas em relação ao concorrente por apresentar uma programação enfraquecida. Com a necessidade do Jockey Club captar mais recursos as corridas passaram a ser simultâneas. Porém, com as duas entidades concorrendo pelas apostas no mesmo dia, ambas sofriam prejuízos. Assim, o Derby, com patrimônio livre, mas com diminuição das apostas, e o Jockey, com bom volume de apostas, mas que não cobriam o endividamento consequente da construção do novo hipódromo, decidiram se juntar. A popularidade foi declinando e, depois de passar por grande crise na década de 1920, o Derby Clube acabou, em 1932, deixando seu prado, se unindo com o Jockey Clube e se transferindo para o novo e luxuoso Hipódromo da Gávea. Em 1932 os dois principais clubes turfísticos da cidade do Rio de Janeiro fundiram-se, constituindo o Jockey Club Brasileiro com corridas no Hipódromo Brasileiro, do Jockey Club; no ano seguinte ocorreria o primeiro Grande Prêmio Brasil sacramentando a união das instituições. O antigo hipódromo do Derby foi mais tarde destruído e deu lugar para a construção do Estádio do Maracanã.